# Lyswa
Lyswa (russisch Лы́сьва) ist eine 65.918 Einwohner (Stand 14. Oktober 2010) zählende Stadt in Russland in der Region Perm. Sie liegt rund 200 km östlich der Regionshauptstadt Perm, am Fluss Lyswa (Flusssystem der Wolga).

## Geschichte
Der Fluss- und somit auch der Stadtname Lyswa stammt von den Komi-Wörtern Lys (Fichtenzweig) und Wa (Wasser) ab. Somit existierten erste Menschensiedlungen in der Umgebung der heutigen Stadt noch lange vor ihrer Gründung. Diese erfolgte erst im Jahre 1785 mit dem Bau einer Eisengießerei am Lyswa-Ufer. Nachdem die Gießerei zwei Jahre später ihren Betrieb aufnahm, entwickelte sich der Ort schnell zu einer Arbeitersiedlung. Im 19. Jahrhundert gab es dort bereits Krankenhäuser, Läden und andere öffentliche Einrichtungen.
1902 stieg die Bedeutung der Eisengießerei mit der Verlegung einer Eisenbahnstrecke durch Lyswa. Nach der Oktoberrevolution 1917 wurde die Fabrik jedoch verstaatlicht, und während des folgenden Bürgerkriegs erheblich beschädigt. Einige Jahre später konnte die Produktion wieder aufgenommen werden. 1926 erhielt Lyswa den Status einer Stadt, und während des Großen Vaterländischen Krieges stellte die Fabrik vor allem Munition für die sowjetische Armee her.
In der Nachkriegszeit entstanden in Lyswa weitere Industriebetriebe. Die Stadt selbst wurde neu bebaut und um einige umliegende Siedlungen erweitert.

### Bevölkerungsentwicklung
| Jahr | Einwohner |
| ---- | --------- |
| 1939 | 51.410    |
| 1959 | 72.989    |
| 1970 | 72.762    |
| 1979 | 74.976    |
| 1989 | 76.614    |
| 2002 | 71.148    |
| 2010 | 65.918    |

Anmerkung: Volkszählungsdaten

## Wirtschaft
Auch heute noch ist die alte Eisengießerei – heute als Lyswaer Metallverarbeitungswerk bezeichnet – der wichtigste Industriebetrieb der Stadt. Außerdem gibt es eine Fabrik zur Herstellung von Turbogeneratoren, ein Stahlbetonwerk, mehrere Betriebe der Textil- und der Nahrungsmittelindustrie. Im Umland wird Landwirtschaft betrieben sowie Eisenerz und Steinkohle abgebaut.

## Söhne und Töchter der Stadt
- Marie Schlieps (1881–1919), Lehrerin und Diakonisse
- Nikolai Karakulow (1918–1988), Leichtathlet
- Jewgeni Krylatow (1934–2019), Komponist
- Sergei Tscherwjakow (* 1959), Nordischer Kombinierer
- Larissa Rjassina (* 1987), Skilangläuferin
- Alexander Smyschljajew (* 1987), Freestyle-Skisportler
- Georgi Tscherwjakow (* 1990), Skispringer